# Warcraft. Легенди
Warcraft. Легенди (англ. Warcraft. Legends) — фентезійна манґа, намальована манґаками, як: Кнаак, Джоллей, Льютер, Веллман, за мотивами гри Warcraft.

## Сюжет та Всесвіт історій
За мотивами відомої відеогри було створено захопливий світ Warcraft'у. На вас чекають цікаві розповіді про любов, мужність, боягузтво та помсту… Ви побачите криваві бої, самопожертву заради друзів, справжніх героїв і останніх зрадників…
Книга складається з чотирьох історій:

### Заґиблий
- Цікава історія від Річарда Кнаака та Чхе Хван Кіма. Траг — відважний воїн племені тауренів, який після того, як розчавив сферу Нер'зула, став спадкоємцем темряви…

### Мандрівка
- Зустріч з невеликою групою воїнів змінює життя простого фермера. Заохочений винагородою, він вирушає разом з ними на порятунок захопленого Андоралу…

### Як завоювати друзів
- Лазло Гріндвіджет — гном-винахідник, який вирізняється вмінням казати щось не до ладу. Його дім заповнений непотрібними винаходами. Та коли на місто напав троль, Лазло себе проявив…

### Чесна угода
- Норі Блекфінгер — відомий усім як майстерний коваль, що продає свої клинки будь-кому, у кого є гроші. Проте продаж меча жорстокому бандиту та вбивці Хевоку призвів до подій, які починаються та закінчуються трагедією…

Події відбуваються у вигаданому всесвіті Warcraft'у.

### Всесвіт Warcraft'у
Всесвіт Warcraft'у — вигаданий світ, спочатку придуманий для комп'ютерних ігор з серії Warcraft. Пізніше він також отримав свій розвиток в настільних іграх, колекційній картковій грі, книгах, коміксах, різній маркетинговій продукції такій як фігурки, футболки, килимки для миші тощо.
Історія всесвіту Warcraft описує в основному протистояння між Альянсом і Ордою і їх боротьбу з Палаючим Легіоном, Батогом, драконом Смертокрилом та іншими силами, що загрожують Азероту.
Перехід між світами можна здійснити за допомогою так званих порталів. Описана історія Всесвіту охоплює понад 10 тисячоліть.
Світи(планети) у Warcraft'і:
- Світ Азерот — Азерот являє собою планету, що нагадує Землю. Велика частина описаних подій всесвіту Warcraft відбувається саме на ній.

Світ Азероту включає в себе три великих континенти: Калімдор, Східні королівства і Нордскола. Масив Східних Королівств включає в себе два субконтиненти — південний (на ньому знаходяться держави Азерот і Хаз Модан) і північний континент Лордерон. Крім цих континентів, в Азероті також розташовані два великих острови — Кезан (земля гоблінів) і Зандалар — батьківщина цивілізації тролів. Континенти і острови оточені Великим Морем. В середині Великого Моря знаходиться нескінченний вир Маельшторм, за яким розташований підводне місто Назджатар. В давнину Азерот складався тільки з одного континенту з озером блискавичної енергії, пізніше названим колодязем Вічності. Коли колодязь вибухнув в кінці Війни Древніх, цей континент розколовся, і світ прийняв існуючий вигляд.
Азерот — батьківщина ельфів крові (вищих ельфів), нічних ельфів, дварфів, гномів, наг, людей, тауренів, тролів, гоблінів і драконів.
- Світ Дренор — Дренор — це суворий світ, осяяний червонуватим світлом. До руйнування Дренор був дуже схожий на Азерот. Після руйнування він був затягнутий в Нижній Вихор. У Дренора більше не було сонця, але був місяць, Вода може здатися брудною, але це не так: ця планета цілком здатна підтримувати життя. Це батьківщина орків та інших рас — огрів, дренорських гігантів, араккоа, гроннів. З Дренора армії орків нападали на Азерот через розлом в тканині всесвіту, званий Темним порталом. Сили, викликані відкриттям цього та інших порталів, привели до того, що світ розвалився на кілька островів і уламків суші, які дрейфують незалежно один від одного. Ці уламки з'єднані ланцюгами, уздовж яких різні істоти перелітають, або ж перестрибують з уламка на уламок.

Раніше орки побудували безліч чорних фортець навколо своєї землі, і деякі з них стоять до цих пір.
- Світ Аргус — Аргус — батьківщина ередарів (і відповідно дренеїв). Аргусом правив тріумвірат наймогутніших магів-ередарів. Це були Кіл'джеден, Архімонд і Велен. Достовірно відомо, що на планеті були холодні гори Каарінос і безліч міст з обдарованими магами.

Приблизно 25 000 років тому до цієї могутньої раси ередарів з'явився титан Саргерас, який запропонував їм приєднатися до його Палаючого Легіону і стати володарями безлічі світів. Архімонд і Кіл'джеден відразу погодилися, але Велен сумнівався в істинних намірах чужинця. Потім він отримав бачення, в якому побачив майбутнє ередарів, які погодилися стати частиною Легіону — вони перетворяться на демонів. Велен спробував попередити про це своїх братів, але ті були вже сп'янілі мріями про владу, і Велен зрозумів, що з цього моменту втратив їх. У розпачі він попросив допомоги у небес, і на його заклик відгукнулися Наару.
Наара є ворогами Легіону і прихильниками Світла. Вони таємно збирають всі раси, щоб одного дня створити єдину непереможну Армію Світла. Велен погодився присягнути на вірність Світлу, якщо Наару допоможуть його народові. У призначений час Велен зібрав жменьку однодумців і ледве встиг втекти від сил Кіл'джедена, який вже перетворився на демона і вважав Велена зрадником своєї раси.
Кіл'джеден, Архімонд і всі інші залишені ередари Аргуса стали частиною Легіону. Що стало з цим світом після цього — невідомо.

## Персонажі
- Траґ — відважний воїн племені тауренів.
- Фермер — вирушає разом з воїнами на порятунок захопленого Андоралу.
- Лазло Гріндвіджет — гном-винахідник.
- Норі Блекфінгер — відомий усім як майстерний коваль.